# مارك ويلسون (لاعب كرة قدم أمريكية أمريكي)
مارك ويلسون (بالإنجليزية: Marc Wilson)‏ هو لاعب كرة قدم أمريكية أمريكي، ولد في 15 فبراير 1957 في بريميرتون في الولايات المتحدة.

## وصلات خارجية
- مارك ويلسون على موقع مرجع كرة القدم المحترفة.كوم (الإنجليزية)